# Glaukosphärit
Glaukosphärit ist ein selten vorkommendes Mineral aus der Mineralklasse der „Carbonate und Nitrate“ mit der idealisierten chemischen Zusammensetzung CuNi(CO3)(OH)2 und damit chemisch gesehen ein Kupfer-Nickel-Carbonat mit zusätzlichen Hydroxidionen.
Glaukosphärit kristallisiert im monoklinen Kristallsystem und findet sich meist in Form faseriger bis konzentrisch zonar ausgebildeter Kügelchen bis etwa drei Millimeter Größe, kommt aber auch in plumpen Mineral-Aggregaten oder seltener als Filzmassen mit parallel ausgerichteten Kristallfasern vor. Die durchscheinenden Kristalle und Aggregate sind von dunkelmalachitgrüner bis apfelgrüner Farbe und zeigen auf den Oberflächen einen schwachen glasähnlichen Glanz oder sind matt. Faserige Aggregate schimmern dagegen eher seidenähnlich.

## Etymologie und Geschichte
Erstmals entdeckt wurde Glaukosphärit in der Nickel-Lagerstätte Kambalda, genauer der Hampton East Location 48, im Verwaltungsgebiet Coolgardie Shire im australischen Bundesstaat Western Australia. Die Erstbeschreibung erfolgte 1974 durch M. W. Pryce und J. Just, die das Mineral in Anlehnung an dessen Farbe und Kristallausbildung nach dem altgriechischen Wörtern Γλαύκος glaukós für funkelnd, glänzend, leuchtend, wobei der helle Glanz des Himmels, des Meeres oder des menschlichen Auges gemeint ist und in Bezug auf die Farbe einen gewissen Spielraum lässt und σφαῖρα sphaira für Kugel benannten.
Typmaterial des Minerals wird im Western Australian Museum in Perth (Australien) unter der Katalog-Nr. MDC5309, im Mines ParisTech (auch École des mines) in Paris (Frankreich), im Natural History Museum in London (England) und der Katalog-Nr. 1975,419 sowie im National Museum of Natural History in Washington, D.C. (USA) und der Katalog-Nr. 131889 aufbewahrt.

## Klassifikation
In der veralteten 8. Auflage der Mineralsystematik nach Strunz war der Glaukosphärit noch nicht aufgeführt.
In der zuletzt 2018 überarbeiteten Lapis-Systematik nach Stefan Weiß, die formal auf der alten Systematik von Karl Hugo Strunz in der 8. Auflage basiert, erhielt das Mineral die System- und Mineralnummer V/C.01-060. Dies entspricht der Klasse der „Nitrate, Carbonate und Borate“ und dort der Abteilung „Wasserfreie Carbonate, mit fremden Anionen“, wo Glaukosphärit zusammen mit Aurichalcit, Azurit, Brianyoungit, Chukanovit, Georgeit, Hydrozinkit, Kolwezit, Loseyit, Malachit, Mcguinnessit, Nullaginit, Parádsasvárit, Pokrovskit, Rosasit, Sclarit und Zinkrosasit die „Azurit-Rosasit-Reihe“ mit der Systemnummer V/C.01 bildet.
Die von der International Mineralogical Association (IMA) zuletzt 2009 aktualisierte 9. Auflage der Strunz’schen Mineralsystematik ordnet den Glaukosphärit in die Klasse der „Carbonate und Nitrate“ und dort in die Abteilung „Carbonate mit zusätzlichen Anionen; ohne H2O“ ein. Hier ist das Mineral in der Unterabteilung „Mit Cu, Co, Ni, Zn, Mg, Mn“ zu finden, wo es zusammen mit Chukanovit, Georgeit, Kolwezit, Malachit, Mcguinnessit, Nullaginit, Pokrovskit, Rosasit und Zinkrosasit die „Malachitgruppe“ mit der Systemnummer 5.BA.10 bildet.
In der vorwiegend im englischen Sprachraum gebräuchlichen Systematik der Minerale nach Dana hat Glaukosphärit die System- und Mineralnummer 16a.03.01.02. Das entspricht der Klasse der „Carbonate, Nitrate und Borate“ und dort der Abteilung „Carbonate - Hydroxyl oder Halogen“. Hier findet er sich innerhalb der Unterabteilung „Carbonate - Hydroxyl oder Halogen mit (AB)2(XO)3Zq“ in der „Rosasitgruppe“, in der auch Rosasit, Kolwezit, Zinkrosasit und Mcguinnessit eingeordnet sind.

## Kristallstruktur
Glaukosphärit kristallisiert monoklin in der Raumgruppe P21/a (Raumgruppen-Nr. 14, Stellung 3) mit den Gitterparametern a = 9,35 Å; b = 11,97 Å; c = 3,13 Å und β = 96° sowie 4 Formeleinheiten pro Elementarzelle.

## Bildung und Fundorte
Glaukosphärit bildet sich als seltenes Sekundärmineral in der Oxidationszone von Kupfer-Nickel-Sulfid-Lagerstätten. Als Begleitminerale treten unter anderem Azurit, Brochantit, Carrboydit, Chalkonatronit, Epsomit, Gaspéit, Georgeit, Gips, Goethit, Népouit, Paratacamit, Quarz und Takovit sowie nickelhaltige Varietäten von Chrysotil, Magnesit, Malachit und Seladonit auf.
Als seltene Mineralbildung konnte Glaukosphärit nur an wenigen Fundorten nachgewiesen werden, wobei bisher (Stand 2018) rund 30 Fundorte dokumentiert sind. Außer an seiner Typlokalität, der Hampton East Location 48 etwa drei Kilometer nördlich vom Schacht Durkin, in der gleichnamigen Nickelgrube bei Kambalda, konnte das Mineral noch in den nage gelegenen Nickelgruben Otter Shoot und Jan sowie in weiteren Gruben bei Widgiemooltha im Coolgardie Shire, bei Bardoc im Verwaltungsgebiet Kalgoorlie-Boulder City, bei Laverton im gleichnamigen Laverton Shire und bei Menangina im Menzies Shire im Bundesstaat Western Australia gefunden werden.
Die bisher einzigen bekannten Fundorte in Deutschland sind die Gruben Kronewald und Jakobskrone bei Achenbach im Siegerland von Nordrhein-Westfalen.
In Österreich trat Glaukosphärit bisher nur in den Halden und Stollen der polymetallischen Sulfid-Lagerstätte Vogelhalt auf der Vogel Alp in der Salzburger Gemeinde Leogang sowie im Stockerstollen am Silberberg im Bergbaugebiet Brixlegg–Rattenberg und bei Flirsch im Stanzer Tal in Tirol.
Der bisher einzige Fundort in der Schweiz ist die ehemalige Nickel-Cobalt-Grube Plantorin in der Gemeinde Ayer im Val d’Anniviers des Kantons Wallis.
Weitere bekannte Fundorte liegen in Frankreich, Griechenland, Japan, der Demokratischen Republik Kongo, Rumänien, Spanien, Südafrika und den Vereinigten Staaten von Amerika.